# Si viene e si va
Si viene e si va è un brano musicale scritto da Luciano Ligabue, estratto come quarto singolo dall'album Miss Mondo del 1999.

## Il testo
Ligabue si domanda "Qual é il senso la vita?" e l'ironica risposta sarebbe il titolo stesso del brano: prima "si viene" concepiti, anche letteralmente con l'atto di emettere del seme, poi "si va" via, al momento della dipartita. Fissati questi termini, vivere forse potrebbe essere un percorso, un "andare", un po' meno faticoso e un po' più divertente.

## Il video musicale
Diretto da Riccardo Paoletti, mostra il cantautore in mezzo ad un campo mentre esegue il brano con la band, finché un secondo se stesso, che si trova a passare nei dintorni, interviene a cantare l'ultima parte del pezzo. Inframezzata a queste sequenze c'è la storia di un taxista anziano che rimane bloccato nel traffico, mentre la donna che ha a bordo sta per partorire. L'uomo viene colto da infarto e la sua anima vaga in mezzo alle automobili, mentre tutti appaiono immobili (compreso il suo corpo rimasto nel taxi). L'uomo incontra un bambino, che lo prende per mano e lo riconduce alla propria vettura. L'uomo si risveglia, rianimato dai paramedici all'interno di un'ambulanza, e vede accanto a sé la donna, che adesso ha in braccio il suo bambino appena nato.
Il videoclip è stato inserito nelle raccolte in DVD, Secondo tempo del 2008 e Videoclip Collection del 2012, quest'ultima distribuita solo nelle edicole.

## Tracce
1. Si viene e si va – 3:45 (Luciano Ligabue)

## Formazione
- Luciano Ligabue - voce

### La Banda
- Federico Poggipollini – chitarra elettrica, cori
- Mel Previte - chitarra elettrica
- Antonio Righetti - basso
- Roberto Pellati - batteria